# Amapala
Amapala è un comune dell'Honduras, situato sull'isola Tigre e facente parte del dipartimento di Valle.
Il comune venne istituito nel 1869.